# Thomson (Illinois)
Pour les articles homonymes, voir Thomson.
Thomson est un village du comté de Carroll dans l'Illinois, aux États-Unis,. Il est situé en bordure de la Route 84 (en) qui longe le Mississippi. Le village est incorporé le 26 mai 1873. Un établissement correctionnel (en) est implanté à Thomson.

## Démographie
Lors du recensement de 2010, le village comptait une population de 590 habitants. Elle est estimée, en 2016, à 560 habitants.

## Source de la traduction
- (en) Cet article est partiellement ou en totalité issu de l’article de Wikipédia en anglais intitulé « Thomson, Illinois » (voir la liste des auteurs).